# Floronia
Genre
Synonymes
- Frontina Simon, 1884 nec Meigen, 1838

Floronia est un genre d'araignées aranéomorphes de la famille des Linyphiidae.

## Distribution
Les espèces de ce genre se rencontrent en écozone paléarctique sauf Floronia annulipes d'Équateur.

## Liste des espèces
Selon World Spider Catalog (version 25.0, 10/02/2024) :
- Floronia annulipes Berland, 1913
- Floronia bucculenta (Clerck, 1757)
- Floronia exornata (L. Koch, 1878)
- Floronia huishuiensis Zhou & Xu, 2023
- Floronia hunanensis Li & Song, 1993
- Floronia jiuhuensis Li & Zhu, 1987
- Floronia zhejiangensis Zhu, Chen & Sha, 1987

## Systématique et taxinomie
Frontina Simon, 1884, préoccupé par Frontina Meigen, 1838, a été remplacé par Floronia par Simon en 1887.

## Publications originales
- Simon, 1887 : « Observation sur divers arachnides: synonymies et descriptions. 1. » Annales de la Société Entomologique de France, sér. 6, vol. 7, p. 158-159 (texte intégral).
- Simon, 1884 : Les arachnides de France. Paris, vol. 5, p. 180-885 (texte intégral).